# 242 DT PLM 1 à 50

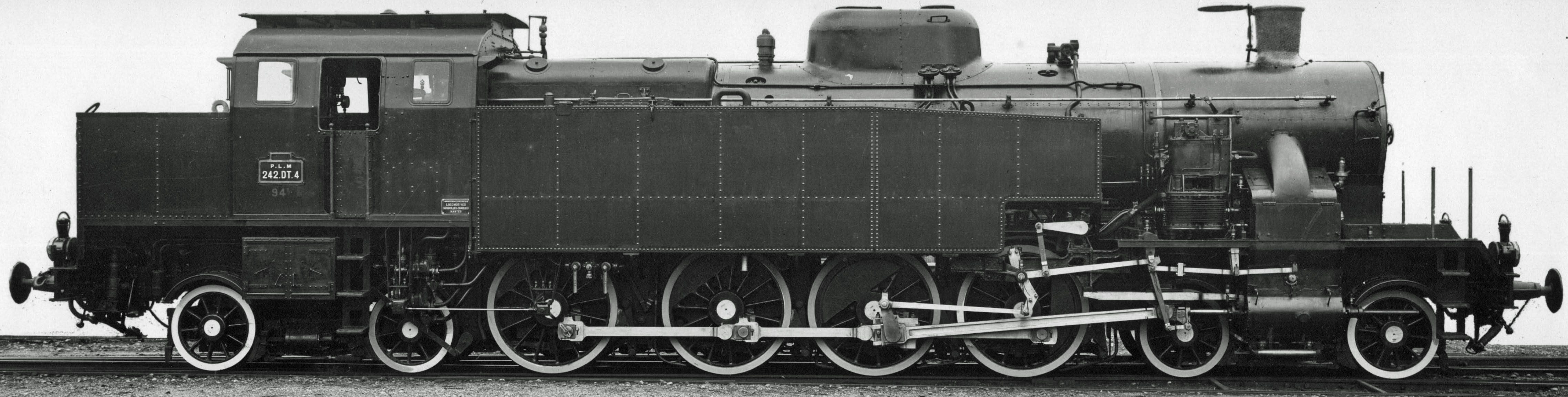
une 242 DT sortie d'usine

Les 242 DT 1 à 50 sont des locomotives à vapeur du type Northern. Ces locomotives-tender furent construites pour la Compagnie du chemin de fer Paris-Lyon-Méditerranée. En effet, le PLM commanda en 1930, en même temps que les 242 CT 1 à 50, 50 machines identiques à celles-ci mais dotées de la distribution de type « Lentz[Lequel ?] » à soupapes identique aux 242 BT 1 à 31 et qui furent livrées de 1931 à 1933. Elles ont été étudiées pour le service mixte sur les lignes à profil difficile.
Ces machines disposaient d'un moteur compound à quatre cylindres et la distribution était du type « Walschaerts ». Le foyer était de type « Belpaire » et l'échappement un trèfle à 3 jets du type « PLM » . Les bogies était du type classiques « PLM » et avait un déplacement latéral de + ou - 91 mm. Contrairement à leur cousine du réseau ferroviaire d'Alsace-Lorraine, les T20 AL 8601 à 8630 (futures : 1-242 TA 601 à 630 ), les soutes à eau n'étaient disposées que latéralement.
Dès leur sortie elles furent affectées aux dépôts de : Chagny, Marseille-Blancarde, Marseille-Saint-Charles et Annemasse. En 1937 fut créé l'affectation de Nîmes par suite de la mutation de 9 machines.
À la création de la SNCF en 1938 ces 242 deviennent les 5-242 TD entre 1 et 50 moins la 5-242 TD 4 promise à un autre avenir.
Sous l'occupation certaines d'entre elles se verront appliquer un réchauffeur du type « ACFI » et des écrans pare-fumées au même titre que certaines de leur sœur les 5-242 TC 1 à 50. Au lendemain de la Seconde Guerre mondiale on retrouve les machines aux dépôts de : Chambéry et de Veynes. Ces deux dépôts devenant les seuls possédant les machines restantes en 1947. À la suite de l'électrification de l'étoile de La Roche-sur-Foron à l'été 1951 et de la venue en 1953 des 141 E  et des 141 F, bien plus puissantes, les machines sont définitivement chassées de la ligne de la Tarentaise. Quelques rescapées sont alors affectées au dépôt de Montargis où elles finiront leur vie en 1959.
La 5-242 TD 4 fut transformée en 1941 par les ateliers d'Oullins. Elle fut à cette occasion, équipée d'une haute surchauffe, d'un échappement à trèfle à 4 jets, d'un réchauffeur de type « ACFI » et de cylindres agrandis : le diamètre des BP passant de 630 mm à 650 mm et celui des HP passant de 420 mm à 440 mm. Malgré le passage au banc d'essais de Vitry, où il fut démontré un gain de puissance, la transformation ne fut pas étendue sur d'autres locomotives. Seule de son espèce, cette machine réimmatriculée 5-242 TF 4, fera toute sa carrière au dépôt de Chambéry.

## Caractéristiques
- Pression de la chaudière : 16 kg/cm2
- Diamètre des cylindres HP : 420 mm
- Diamètre des cylindres BP : 630 mm
- Diamètre des roues motrices : 1 550 mm
- Diamètre des roues des bogies : 1 000 mm
- Capacité des soutes à eau : 12 m3
- Capacité de la soute à charbon : 5 t
- Masse en ordre de marche : 116,8 t
- Masse adhérente : 64 t
- Longueur hors tout : 17,400 m
- Vitesse maxi en service : 85 km/h